# Рясков, Олег Станиславович
Олег Станиславович Рясков (род. 31 мая 1961, Москва) — российский кинорежиссёр, сценарист, продюсер, писатель и оператор.

## Биография[1]
Родился в Москве в семье инженеров-ядерщиков, работавших на ФИАНе. Дед — адвокат Пётр Богачов (Анисимов). С детства Олег Рясков увлекался рисованием, музыкой, фотографией. Во время учёбы в МАРХИ начал работать сначала в качестве кинооператора, а затем и в качестве режиссёра, работал в телеприложении журнала «Огонек», объединившим тогда ряд творческих людей (К. Эрнст, Н. Николаев, В. Молчанов, У.Отт, С. Куприн и других).
В 1988 году окончил Московский архитектурный институт, на фестивале в Карловых Варах познакомился с Деррилом Кеннеди, владельцем одной из студий в США, который пригласил его посетить США для стажировки. После возвращения работал режиссёром в телекомпании ВИD у В. Листьева в программе «Тема». Затем также в качестве режиссёра-постановщика в телепроектах «L-клуб», «Колесо истории», «Ностальжи. Музыка всех поколений». Вместе с певцом Львом Лещенко и продюсером Владимиром Яковлевым (ТВЦ) осуществил свой первый музыкальный кинопроект «Военно-полевой романс», отмеченный первым призом на МКФ «Вечный огонь» в Волгограде в 1998 году. В 2000 году поставил детский сериал по книге Э. Успенского «Советы профессора Чайникова» (8 серий). Под руководством О. Ряскова было создано 30 первых фильмов цикла «Тайны века». Одна картина из этого цикла «Смерть поэта» номинировалась на телевизионную премию ТЭФИ в 2003 году. С 2002 года Рясков в основном начинает работать над историческими кинопроектами. Первый сезон многосерийного фильма «Александровский сад» — экранизация романа А. В. Пиманова. Одна из работ — историко-приключенческий фильм «Слуга государев», который был показан более чем в 30 странах мира и номинирован на премию MTV. Весной 2011 года Рясков закончил исторический проект по заказу ВГТРК «Записки экспедитора тайной канцелярии», за который был удостоен премии ФСБ России. После этого приступил к работе над фильмом «Сокровища китайских морей».

## Карьера[1]
- 1988 г. оператор INTERVIDEO
- 1990 г. оператор и режиссёр видео приложения к журналу ОГОНЕК (под руководством В.Юмашева)
- 1992—1998 г. генеральный директор BETA FILM TV(CIS)
- В 1999—2001 гг. входит в руководство телеканала «Столица» в качестве главного режиссёра и креативного директора.
- C 2001 г. главный режиссёр Утреннего канала «День за днём» на МНВК ТВ6,
- В 2002 г. главный режиссёр телекомпании «Останкино»,
- C 2002—2005 гг. исполнительный продюсер и главный режиссёр цикла документальных фильмов «Тайны века».
- C 2006—2008 гг. президент компании BFT Entertainment
- C 2008 г. генеральный продюсер кинокомпании BFT MOVIE
- С 2014 г. генеральный директор кинокомпании BFT MOVIE

## Награды
- Лауреат международного кинофестиваля 1998 года «Вечный огонь» (Волгоград) — Первая премия за фильм «Военно-полевой романс».[2]
- Номинат премии ТЭФИ 2003 года за документальную драму «Смерть поэта» серии «Тайны века».[3]
- Номинат премии МТV 2008 за лучшую кино-схватку в кинокартине «Слуга государев».[4]
- Лауреат международного фестиваля «Страницы истории» в Монцамбано(Италия) 2008 г. за кинокартину «Слуга государев»[5]
- Лауреат Премии ФСБ за достижении в области литературы и искусства 2014 в номинации лучший «Кино- и телефильм» за исторический сериал «Записки экспедитора Тайной канцелярии».[6]

## Фильмография
| Год  |   | Название                                                   | Роль                                                  |
| ---- | - | ---------------------------------------------------------- | ----------------------------------------------------- |
| 1990 | ф | Хор (телефильм)                                            | режиссёр                                              |
| 1991 | ф | Музыкальный театр им. К.С. Станиславского (телефильм)      | режиссёр (совместно с Брянцев, Дмитрий Александрович) |
| 1992 | ф | Спас (телефильм)                                           | режиссёр                                              |
| 1995 | ф | 12 с половиной кресел (20 серий)                           | режиссёр ,автор сценария, продюсер                    |
| 1997 | ф | Военно-полевой романс (2 серии)                            | режиссёр,автор сценария, монтажер                     |
| 2002 | ф | Советы Профессора Чайникова (12 серий)                     | режиссёр, креативный продюсер                         |
| 2002 | ф | Тайны века (30 серий)                                      | режиссёр, автор сценария, исполнительный продюсер     |
| 2005 | ф | Александровский сад (12 серий)                             | режиссёр, монтажер                                    |
| 2006 | ф | Юрий Гагарин. Последние 24 часа                            | исполнительный продюсер                               |
| 2007 | ф | Слуга государев (художественный фильм)                     | режиссёр, автор сценария, монтажер, продюсер          |
| 2008 | ф | Приключения Алисы. Пленники трех планет                    | автор сценария                                        |
| 2010 | ф | Записки экспедитора Тайной канцелярии, 1 сезон             | режиссёр, автор сценария, монтажер, продюсер          |
| 2011 | ф | Записки экспедитора Тайной канцелярии, 2 сезон             | режиссёр, автор сценария, монтажер, продюсер          |
| 2016 | ф | Я и мой демон (художественный фильм)(в производстве)       | режиссёр, автор сценария, монтажер                    |
| 2017 | ф | Фактор случайности (8 серий)                               | автор сценария                                        |
| 2018 | ф | Король Мадагаскара (художественный фильм) (в производстве) | режиссёр, автор сценария, монтажер                    |
| 2018 | ф | Черное озеро (художественный фильм) (в производстве)       | автор сценария                                        |

## Телевидение[1]
- 1989 «Огонек-Видео» оператор, режиссёр
- 1991 «До и после полуночи» телепрограмма с В.Молчановым выпуск о путче 1991 года — оператор ТЖК.
- 1991 «Тема» цикл передач (с В. Листьевым) режиссёр, 1 канал
- 1992 L-Club цикл передач (с Л. Ярмольником) режиссёр, РТР
- 1992 «Stars News» цикл передач, ведущая М.Мережко, режиссёр
- 1992 «Ностальжи. Музыка всех поколений» цикл передач, ведущие П.Андреев (1992 г.) и В. Туз(1992—1997 гг.) автор и режиссёр РТР, ТВЦ
- 1995 «Колесо истории» цикл передач (с Л. Якубовичем) режиссёр, РТР
- 1997 «Наша песня», Цикл передач, режиссёр, ТВЦ
- 1999 «СТИЛЬ» Цикл передач, режиссёр, ТВ Столица
- 1999 «Ку-Ко-Ня» цикл передач для детей, автор, ТВ Столица
- 1999 «На первой полосе» автор и режиссёр, ТВ Столица,
- 1999 «Независимое расследование» НТВ режиссёр
- 2000 Утренний канал цикл передач, МНВК ТВ6 главный режиссёр,
- 2000 Советы профессора Чайникова (по рассказам Эдуарда Успенского) МНВК ТВ6 режиссёр,
- 2002-2005 главный режиссёр и исполнительный продюсер документального цикла «Тайны века».

## Театр и шоу
- в качестве режиссёра снял более 20-ти фильмов-спектаклей Московский академический музыкальный театр имени К. С. Станиславского и Вл. И. Немировича-Данченко вместе с балетмейстером Д.Брянцевым в 1990 году
- в качестве продюсера провел московский Блюз фестиваль — 1992 год
- в качестве музыкального продюсера работал с группой Ex_Humation 1998—1999 гг.

## Аудиокниги
- Олег Рясков. «Слуга государев» / читает Д.Веровой. — М.: Амфора, 2006.
- Олег Рясков. Тайны века "Падение Дома Романовых" / читает Вячеслав Герасимов. — М.: Нигде не купишь, 2012.
- Олег Рясков. «Записки экспедитора Тайной канцелярии. К берегам нового света» / читает Сергей Чонишвили. — серия аудиокниг. — М.: Литрес, 2014.
- Олег Рясков. «Записки экспедитора Тайной канцелярии. Дозор» / читает Сергей Чонишвили. — серия аудиокниг. — М.: Литрес, 2014.
- Олег Рясков. «Записки экспедитора Тайной канцелярии. Особое положение» / читает Сергей Чонишвили. — серия аудиокниг. — М.: Литрес, 2014.
- Олег Рясков. «Записки экспедитора Тайной канцелярии. Отпуск» / читает Сергей Чонишвили. — серия аудиокниг. — М.: Литрес, 2014.
- Олег Рясков. «Записки экспедитора Тайной канцелярии. Дело об отравлении» / читает Сергей Чонишвили. — серия аудиокниг. — М.: Литрес, 2014.
- Олег Рясков. «Записки экспедитора Тайной канцелярии. Проклятая усадьба» / читает Сергей Чонишвили. — серия аудиокниг. — М.: Литрес, 2014.
- Олег Рясков. «Записки экспедитора Тайной канцелярии. Пропавшее завещание» / читает Сергей Чонишвили. — серия аудиокниг. — М.: Литрес, 2014.
- Олег Рясков. «Записки экспедитора Тайной канцелярии. Иллюзионист » / читает Сергей Чонишвили. — серия аудиокниг. — М.: Литрес, 2014.
- Олег Рясков. «Записки экспедитора Тайной канцеляри. Пираты» / читает Сергей Чонишвили. — серия аудиокниг. — М.: Литрес, 2014.
- Олег Рясков. «Нерассказанные истории. Бостонский потрошитель» / читает Сергей Чонишвили. — серия аудиокниг. — М.: Литрес, 2015.
- Олег Рясков. «Нерассказанные истории. Охота» / читает Сергей Чонишвили. — серия аудиокниг. — М.: Литрес, 2015.
- Олег Рясков. «Король Мадагаскара» / читает Сергей Чонишвили. — серия аудиокниг. — М.: Литрес, 2016.
- Олег Рясков. «Фактор Случайности» / читает Сергей Чонишвили. — серия аудиокниг. — М.: Литрес, 2017.
- Олег Рясков. «Черное озеро» / читает Сергей Чонишвили. — М.: Литрес, 2018.
- Олег Рясков. «Черное озеро 2» / читает Сергей Чонишвили. — М.: Литрес, 2019.
- Олег Рясков. «С Днем Рождения, Бро» / читает Александр Хошабаев. — М.: Литрес, 2020.
- Олег Рясков. «Волчицы» / читает Александр Хошабаев. — М.: Литрес, 2022.
- Олег Рясков. «Пансион» / читает Александр Хошабаев. — М.: Литрес, 2024.
- Олег Рясков. «Пансион» часть вторая / читает Александр Хошабаев. — М.: Литрес, 2024.
- Олег Рясков. «Пансион» часть первая / читает Александр Клюквин. — М.: Литрес, 2024.
- Олег Рясков. «Волчицы. Часть третья. Посылка из Калифорнии» / читает Александр Хошабаев. — М.: Литрес, 2025.

## Семья
Жена Юлия Лабутина работала на всех проектах мужа в качестве художника по костюмам. Дочь Наталья Ряскова (1996)снималась в нескольких фильмах отца в эпизодических ролях. После окончания Художественно-Театрального колледжа работала художником по гриму в Большом театре. В настоящее время художник (тату реализм). Сын Евгений Рясков (1986), окончил факультет иностранных языков при Российской академии образования, фрилансер.